# Prüfhandapparat für Entstörer

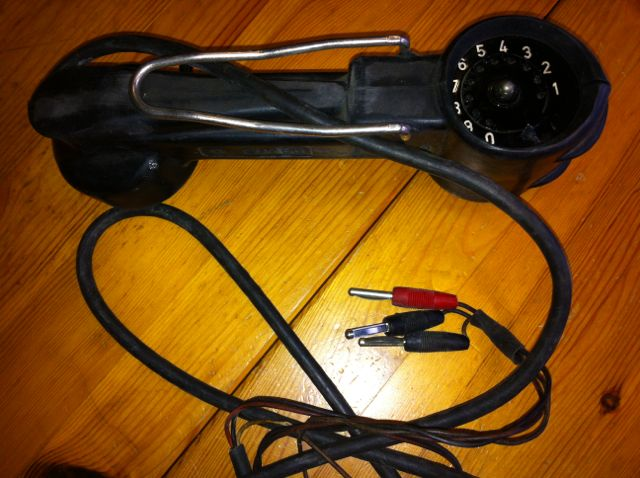
„Prüfhandapparat für Entstörer“ (Ausgabe 1 oder 1a) genutzt von der Bundespost im Zeitraum 1952 bis 1985.

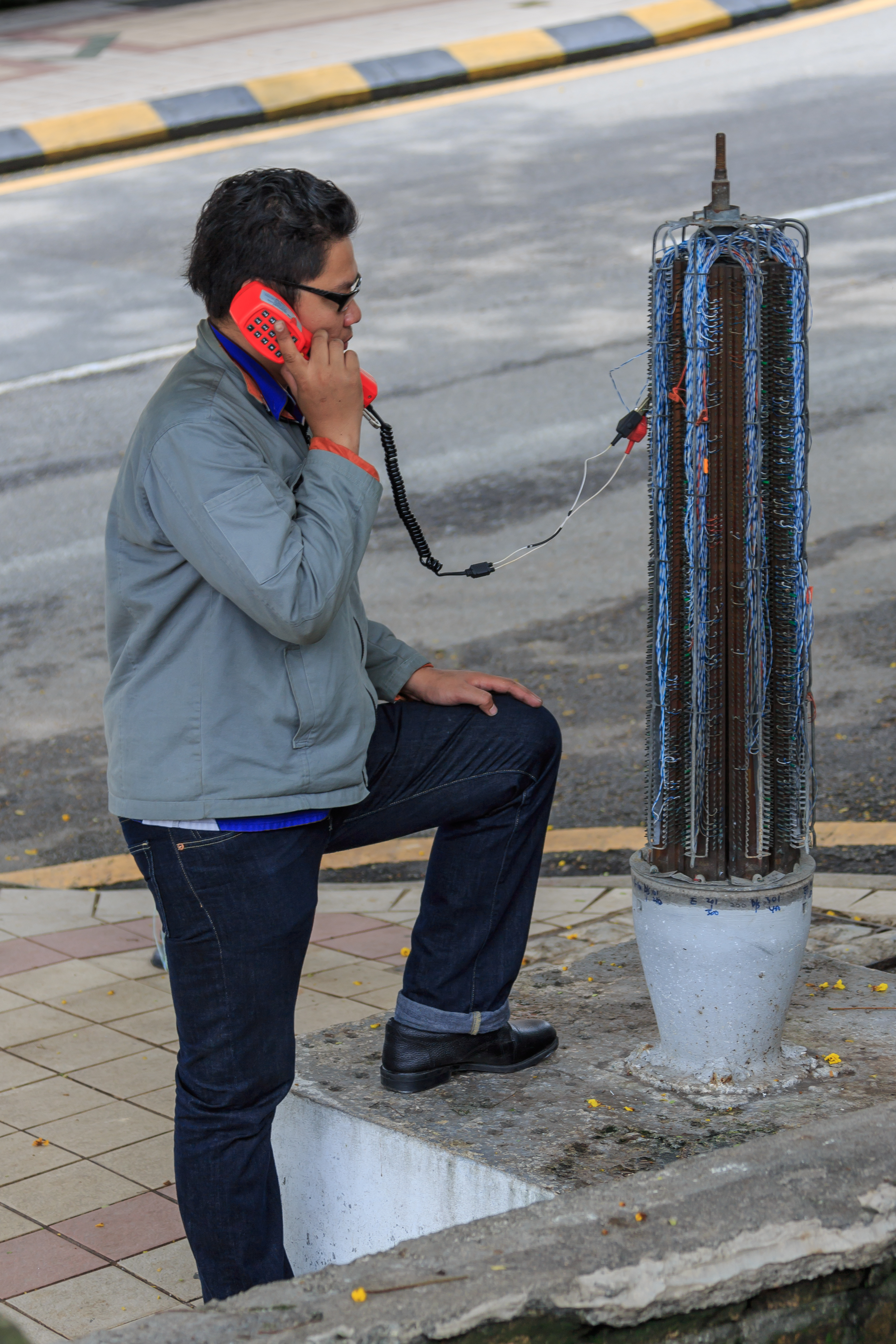
Fernmeldetechniker der Telekom Malaysia mit Prüfapparat an einem Kabelverzweiger.

Der Prüfhandapparat für Entstörer, auch Prüftelefon genannt, wird hauptsächlich von den Fernsprechentstörern (spätere Berufsbezeichnungen: Fernmeldehandwerker, Kommunikationselektroniker, Systeminformatiker, Elektroniker für Informations- und Systemtechnik) bei der Entstörung von Festnetzanschlüssen und zum Eingrenzen von Fehlern, aber auch von Mitarbeitern des Fernmeldebaues zum Prüfen des Telefonnetzes benutzt. Wegen der Form des Gehäuses wurde der Prüfhandapparat Ausgabe 1 der Bundespost landläufig auch als „Knochen“ bezeichnet.
Er unterscheidet sich in seinem schaltungstechnischen Aufbau gegenüber dem Handprüfgerät für Vermittlungsstellen dadurch, dass er zusätzlich auf der Rückseite seines Handapparatkörpers einen bei historischen Geräten klein gehaltenen Nummernschalter oder bei neueren Geräten einen Tastenwahlblock besitzt, mit dem Gesprächsverbindungen über Zweidrahtverbindungen aufgebaut werden können. Neben diesem ist ein Schalter zum Ein- oder Ausschalten des Prüftelefons angebracht. Ein dreiadriges, an den Enden mit Bananensteckern versehenes Anschlusskabel gestattet den Aufbau einer Verbindung von Nebenstellen oder deren Anschlussleitungen aus. Hierfür ist die dritte Ader über eine seitlich am Prüfhandapparats befindliche Drucktaste geführt, bei deren Betätigung an die jeweils erforderliche Sprechader Erdimpulse gegeben werden können, wenn die dritte Ader geerdet ist.
Zum Schutz gegen mechanische Beschädigung und Feuchtigkeit waren ältere Prüfhandapparate mit einer dicken Gummischutzhülle überzogen. Neuere Geräte bestehen aus einem robusten Kunststoff.

## Kulturgeschichte
In einigen Filmen wie beispielsweise Die drei Tage des Condor nutzt der Hauptdarsteller ein entwendetes US-amerikanisches Prüftelefon, um von einer Telefonvermittlungsstelle mehrere Telefonate führen zu können, ohne dass es rückverfolgbar ist (Fangschaltung).